# Pic Humboldt (Colorado)
Pour les articles homonymes, voir Pic Humboldt.
Le pic Humboldt, en anglais Humboldt Peak, est un sommet montagneux américain dans le comté de Custer, au Colorado. Il culmine à 4 287 mètres d'altitude dans le groupe des Crestones, dans le chaînon Sangre de Cristo. Il est protégé au sein de la forêt nationale de San Isabel et de la Sangre de Cristo Wilderness.